# Clayton, Quận Polk, Wisconsin
Clayton là một thị trấn thuộc quận Polk, tiểu bang Wisconsin, Hoa Kỳ. Năm 2010, dân số của thị trấn này là 966 người.